# Doncaster Rovers
Doncaster Rovers (offiziell: Doncaster Rovers Football Club) – auch bekannt als Donny Rovers, The Rovers oder Big Rovers – ist ein englischer Fußballverein aus Doncaster, der seine Heimspiele im Eco-Power Stadium austrägt und nach dem Abstieg aus der EFL League One aktuell wieder in der EFL League Two, der vierthöchsten englischen Spielklasse, aktiv ist. Die Frauenmannschaft Doncaster Rovers Belles spielt in der FA Women’s National League National Division, der höchsten Spielklasse.

## Geschichte

### Gründungsphase
Als Albert Jenkins, ein 18-jähriger Installateur in Diensten der LNER, im September 1879 eine Fußballmannschaft zusammenstellte, um gegen das Institut für Taubstummheit in Yorkshire zu spielen, nannten sich die Akteure im Anschluss an das Spiel die Doncaster Rovers. Der neue Verein lief zunächst in blauen Trikots mit gelbem Andreaskreuz auf, bestritt sein erstes offizielles Spiel im Oktober gegen Rawmarsh und absolvierte bis 1885/86 lediglich Freundschaftspartien gegen nahegelegene Klubs. Der Verein bezog dann in der Nähe von Bennetthorpe, hinter dem Institut, seine erste Heimspielstätte und tauschte in dieser Zeit seine Farben in das heute noch gültige Rotweiß ein.
Im Jahr 1888 bestritten die Rovers ihr erstes Spiel im FA Cup und unterlagen dort im eigenen Stadion Rotherham Town mit 1:9. Zwei Jahre später traten die Rovers der frisch gegründeten Midland Football Alliance bei, absolvierten ihr erstes Spiel im September gegen Loughborough und gewannen in dieser Saison nach einem Sieg gegen Sheffield United mit dem Sheffield & Hallamshire Challenge Cup die erste Trophäe. Zudem errang der Verein hinter den Notts County Rovers die Vizemeisterschaft im gleichen Jahr.
Nach dem Rückzug von Sheffield United aus der Midland League nahmen die Rovers deren Platz in der Liga ein und debütierten dort im September 1891 gegen Wednesbury. Nach der ersten Meisterschaft im Jahr 1899 schloss sich der Verein zu Beginn der Saison 1901/02 der Football League an, begann dort mit einem 3:3 gegen Port Vale und schloss am Ende der Spielzeit in der Second Division auf dem siebten Platz ab, der bis zum heutigen Tage die beste Meisterschaftsplatzierung in der Vereinsgeschichte darstellt. Nur ein Jahr später musste der Klub jedoch wieder die Liga verlassen und in der Midland League spielen, wobei die 0:12-Niederlage gegen Small Heath in der zweiten Saison der Second Division die höchste Niederlage in der Vereinshistorie ist. Nach einer weiteren Second Division-Spielzeit in der Saison 1904/05, die der Verein mit nur acht gewonnenen Punkten (ebenfalls bis heute klubeigener Negativrekord) als Tabellenletzter beendete, spielten die Rovers fortan dauerhaft bis zum Ausbruch des Ersten Weltkrieges in der Midland League. Nach Beendigung des Krieges trat der Verein zur Saison 1920/21 wieder der Midland League bei und schloss sich nach einer Vizemeisterschaft im Jahr 1923 der Division Three North an.
Drei Jahre nachdem die Rovers das Belle-Vue-Stadion erstanden hatten, spielten sie dort im August 1923 gegen Wigan Borough ihre erste offizielle Begegnung. Die Mannschaft, die Spieler wie Fred Emery und Tom Keetley hervorbrachte, etablierte sich nun in der Football League und stieg als Meister im Jahr 1935 in die Second Division auf, die sie zwei Jahre später als Tabellenletzter wieder verlassen musste. Nach zwei Vizemeisterschaften in der dritten Liga wurde dann der Spielbetrieb aufgrund des Zweiten Weltkrieges unterbrochen.

### Die Ära Peter Doherty in den 1950er Jahren
In der ersten Spielzeit nach der Wiederaufnahme stiegen die Rovers mit einer bis in die 1980er Jahre gültigen Rekordpunktezahl von 72 Zählern auf, wobei Clarrie Jordan 42 Meisterschaftstore gelangen, was bis heute der vereinseigene Rekord ist. Der Verein stieg jedoch in der darauffolgenden Saison wieder ab, nachdem man unter anderem Jordan an Sheffield Wednesday abgegeben hatte.
In der Saison 1948/49 gelang der direkte Wiederaufstieg nicht, jedoch verpflichtete der Verein im April mit Peter Doherty von Huddersfield Town einen neuen Spielertrainer, wodurch eine äußerst erfolgreiche Zeit eingeläutet wurde. Doherty verpflichtete Spieler wie den späteren 14-fachen nordirischen Nationalspieler Len Graham, stieg in seiner ersten Saison, zu der bis zu 20.000 Zuschauer ins Stadion kamen, auf und steuerte selbst 27 Tore bei. 1948 gab es mit 37.149 Zuschauern im Drittligaspiel gegen Hull City auch den bis heute gültigen Zuschauerrekord. Die Rovers verblieben bis 1959 in der Second Division und brachten mit dem Stürmer Alick Jeffrey im Jahr 1954 ein 15-jähriges Talent hervor, an dem bald sogar Matt Busby von Manchester United Interesse bekundete. Der Wechsel kam jedoch auf tragische Weise nicht zustande, da sich Jeffrey in einem U23-Länderspiel für England gegen Frankreich einen komplizierten Beinbruch zuzog, dadurch sechs Jahre pausieren musste und erst im Jahre 1969 wieder über den Umweg Australien und Lincoln City für die Rovers auflaufen konnte.

### Aufenthalt in den unteren englischen Profiligen
Nach dem Abstieg im Jahr 1959 in die Third Division folgte der zweite Abstieg in Folge, nun erstmals in die Fourth Division. Die besten Zeiten war nun erstmal vorbei und die Rovers spielten bis 1981 dauerhaft viertklassig, unterbrochen nur durch kurze Phasen in der Saison 1966/67 sowie zwischen 1969 und 1971 in der dritten Liga.
Die 1980er Jahre brachten unter dem früheren Kapitän der schottischen Nationalmannschaft und Leeds United Billy Bremner eine leichte Verbesserung. Nach dem ersten zweijährigen Aufenthalt in der dritten Liga zwischen 1981 und 1983 konnte sich der Verein ab 1984 vier weitere Spielzeiten in der Third Division sichern, obwohl Bremner zwischen 1985 und 1988 nach Leeds zurückgekehrt war, sich danach aber wieder den Rovers für zwei Jahre anschloss. Der Verein zeichnete sich zu der Zeit durch eine außerordentlich erfolgreiche Jugendarbeit aus und erreichte nach Siegen gegen Tottenham Hotspur und Manchester City als bis dato niederklassigste Mannschaft das Endspiel im FA Youth Cup, das gegen den FC Arsenal verloren ging.

### Der Niedergang in der Ära Ken Richardson
Nachdem der Verein die gute Nachwuchsarbeit nicht hatte in nachhaltigen Erfolg umwandeln können und seit 1988 wieder dauerhaft viertklassig agiert hatte, übernahm Ken Richardson 1993 zunächst die Mehrheit an dem Verein und wurde später Alleineigentümer. Richardson, der zuvor im Pferderennsport negativ auf sich aufmerksam gemacht hatte, als er ein Pferd unter einem falschen Namen laufen ließ, kaufte zunächst eine Reihe von qualitativ guten Spielern, die jedoch für den Klub zu keiner nennenswerten sportlichen Verbesserung führten. Richardson bot das Belle Vue-Stadion landesweit zum Verkauf an, obwohl sich dieses im Eigentum der Stadt Doncaster auf Basis eines 99 Jahre laufenden Leasingvertrags befand. Zwei Jahre später wurden zwei Männer bei dem Versuch, in dem Stadion einen Brand zu legen, verhaftet. Im März 1996 wurde Richardson verhaftet und drei Jahre später für die Anstiftung zu diesem Verbrechen verurteilt. Der Verein spielte nach zahlreichen Abgängen, die nach dem Weggang von Richardson notwendig wurden, um die gestiegenen Kosten zu kompensieren, in der Amateurliga Conference National, nachdem man die Fourth Division als Tabellenletzter abgeschlossen hatte.

### Jüngste Entwicklungen
Die finanzielle Rettung folgte in der Person von John Ryan, einem plastischen Chirurgen, der gemeinsam mit der irischen Firma Westferry 4,5 Millionen Pfund in seinen Heimatverein investierte. Dies bedeutete die Rettung vor dem drohenden Konkurs. Zudem wollten namhafte Ex-Spieler wie Neville Southall, John Sheridan und Steve Nicol den Verein fortan betreuten und in die Football League zurückbringen. Trotz großen Zuspruchs von bis zu 7.000 Zuschauern dauerte es bis 2003, als man als Drittplatzierter über die Play-offs in die Football League zurückkehrte.
Es folgte der direkte Durchmarsch als Viertligameister in die neu eingerichtete Football League One, wie die dritte englische Spielklasse fortan heißen sollte. Dort hielt sich die von Sean O’Driscoll trainierte Mannschaft zumeist im Mittelfeld, bis 2008 durch einen Sieg im Play-off-Endspiel gegen Leeds United im Wembley-Stadion sogar der Aufstieg in die Football League Championship gelang.
Nach insgesamt vier Spielzeiten stieg Doncaster 2012 wieder in die dritthöchste Spielklasse ab und spielte in der League One. Im November 2013 zog sich John Ryan als Vorsitzender aus dem Klub zurück. IM Juni 2014 wurde vermeldet, dass Louis Tomlinson, Bandmitglied von One Direction als Gesellschafter seinen Heimatklub zusammen mit Ryan übernehmen wolle. Danach wurde jedoch verlautbart, dass die Crowdfundingkampagne zu wenig Geld gebracht hatte und das Vorhaben als unsicher galt.

## Trainer
- Dean Saunders (2011–2013)
- Grant McCann (2018–2019)
- Richie Wellens (2021)
- Gary McSheffrey (2021–2022)
- Danny Schofield (2022–2023)
- Grant McCann (seit 2023)

## Spieler
- Tom Keetley (1923–1929)
- Fred Emery (1924–1936)
- Syd Bycroft (1936–1951)
- Clarrie Jordan (1940–1948)
- Peter Doherty (1949–1953)
- Len Graham (1949–1958)
- Harry Gregg (1952–1957)
- Alick Jeffrey (1954–1957, 1963–1969)
- Billy Bremner (1978–1981)
- Simon Gillett (2009)
- Billy Sharp (2009–2010, 2015)
- Marc-Antoine Fortuné (2011)
- Louis Tomlinson (2013–2014)
- Thorsten Stuckmann (2015–2016)

## Ligazugehörigkeit
- 1890–1891: Midland Alliance
- 1891–1901: Midland League
- 1901–1903: Football League Second Division
- 1903–1904: Midland League
- 1904–1905: Football League Second Division
- 1905–1923: Midland League
- 1923–1935: Football League Third Division
- 1935–1937: Football League Second Division
- 1937–1947: Football League Third Division
- 1947–1948: Football League Second Division
- 1948–1950: Football League Third Division
- 1950–1958: Football League Second Division
- 1958–1959: Football League Third Division
- 1959–1966: Football League Fourth Division
- 1966–1967: Football League Third Division
- 1967–1969: Football League Fourth Division
- 1969–1971: Football League Third Division
- 1971–1981: Football League Fourth Division
- 1981–1983: Football League Third Division
- 1983–1984: Football League Fourth Division
- 1984–1988: Football League Third Division
- 1988–1992: Football League Fourth Division
- 1992–1998: Football League Third Division
- 1998–2003: Conference National
- 2003–2004: Football League Third Division
- 2004–2008: Football League One
- 2008–2012: Football League Championship
- 2012–2013: Football League One
- 2013–2014: Football League Championship
- 2014–2016: Football League One
- 2016–2017: EFL League Two
- 2017–2022: EFL League One
- 2022–2025: EFL League Two
- seit 2025: EFL League One

## Frauenfußball
Der Doncaster Rovers Belles Ladies Football Club (kurz: Doncaster Belles LFC) spielte von 2011 bis 2013 in der FA Women’s Super League, der höchsten Spielklasse im englischen Frauenfußball. Nachdem sie im Jahr 2013 den letzten Platz unter den acht Mannschaften belegt hatten, waren sie von der Erweiterung der WSL um eine tiefergestufte WSL 2 betroffen, da die Eingruppierung in diese neue WSL 2 einem Abstieg gleichkam. Der Verein gehört zu den erfolgreichsten englischen Frauenfußballclubs und ist mit den Doncaster Rovers assoziiert.

### Geschichte
Der Club wurde unter dem Namen Doncaster Belles LFC im Jahre 1969 gegründet. Gründungsväter waren Lotterielosverkäufer im Stadion Belle Vue. 1983 wurde mit dem Pokalsieg über St. Helens die erste Trophäe geholt. Zwischen 1983 und 1994 erreichten die Belles elf von zwölf Pokalfinals und waren dabei sechs Mal erfolgreich. 2000 und 2004 erreichte der Club nochmals das Pokalfinale, unterlag aber beide Male. Im Ligapokal erreichten die Belles 1994 und 1996 das Finale, verloren aber auch hier beide. 2001 und 2003 standen die Belles im FA Women’s Community Shield und waren ebenfalls nicht erfolgreich. In der Meisterschaft wurde der Club 2001, 2002 und 2003 Vizemeister.

### Erfolge
- Englischer Vizemeister 2001, 2002, 2003
- Englischer Pokalsieger 1983, 1987, 1988, 1990, 1992, 1994
- Englischer Pokalfinalist 1984, 1985, 1986, 1991, 1993, 2000, 2002
- Englischer Ligapokalfinalist 1994, 1996
- Finalist im FA Women’s Community Shield: 2001, 2003